# Pod Grapą (Białka Tatrzańska)
Pod Grapą – część wsi Białka Tatrzańska w Polsce, położona w województwie małopolskim, w powiecie tatrzańskim, w gminie Bukowina Tatrzańska,
W latach 1975–1998 Pod Grapą administracyjnie należało do województwa nowosądeckiego.